# فرمانداری پرایتوری شرق
فرمانداری پرایتوری شرق (به لاتین: praefectus praetorio Orientis) یکی از چهار فرمانداری پرایتوری بزرگی بود که امپراتوری روم متأخر بدان تقسیم شده بود. بخش اعظم این فرمانداری بعد از مرگ تئودوسیوس یکم و تقسیم روم شرقی و غربی در ۳۹۵ به امپراتوری روم شرقی رسید و پایتخت آن کنستانتینوپل بود؛ برای همین فرماندار پرایتوری آن دومین فرد قدرتمندِ شرق پس از امپراتور محسوب می‌شد و اساساً نخست‌وزیر او بود.